# Acalyptococcus eugeniae
Acalyptococcus eugeniae är en insektsart som beskrevs av Lambdin och Kosztarab 1977. Acalyptococcus eugeniae ingår i släktet Acalyptococcus och familjen filtsköldlöss.
Artens utbredningsområde är Singapore. Inga underarter finns listade i Catalogue of Life.